# São Nicolau (Rio Grande do Sul)
São Nicolau – miasto i gmina w Brazylii, w stanie Rio Grande do Sul. Znajduje się w mezoregionie Noroeste Rio-Grandense i mikroregionie Santo Ângelo.